# Annemarie Zimmermann
Annemarie Zimmermann (* 10. Juni 1940 in Lendersdorf) ist eine ehemalige deutsche Kanutin. Zimmermann startete für die Kanuabteilung der Holzheimer SG.

## Erfolge
- Goldmedaillengewinnerin bei den Olympischen Spielen 1964 (Zeit: 1:56.95) und den Olympischen Spielen 1968 (Zeit: 1:56.44) im 2er-Kajak über 500 m zusammen mit Roswitha Esser
- Weltmeisterin 1963 im 2er-Kajak mit Roswitha Esser
- Deutsche Meisterin im 2er-Kajak über 500 m mit Roswitha Esser 1962, 1963, 1964, 1968 und 1969 und 1er-Kajak 1964
- Europameisterin 1963, sowie Bronze 1969 mit Roswitha Esser im 2er-Kajak, dazu Silber 1969 im 4er-Kajak mit Roswitha Esser, Renate Breuer und Elke Felten

## Auszeichnungen
- Sportlerin des Jahres 1964 zusammen mit Roswitha Esser
- Zweite bei der Wahl des Jahrhundertsportlers 1999, gewählt von der Neuß-Grevenbroicher Zeitung zusammen mit Roswitha Esser